# Fronte Nazionale (Repubblica Democratica Tedesca)
Il Fronte Nazionale, meglio conosciuto come il Fronte Nazionale della Repubblica Democratica Tedesca (in tedesco: Nationale Front der Deutschen Demokratischen Republik), è stata un'alleanza di partiti politici e di organizzazioni di massa della Germania Est, dominata principalmente dal Partito Socialista Unificato di Germania e costituita presso la Camera del popolo (Volkskammer).

## Partiti membri dell'alleanza
- Partito Socialista Unificato di Germania (Sozialistische Einheitspartei Deutschlands, SED)
- Unione Cristiano-Democratica di Germania (Christlich-Demokratische Union, CDU)
- Partito Liberal-Democratico di Germania (Liberal-Demokratische Partei Deutschlands, LDPD)
- Partito Democratico Rurale di Germania (Demokratische Bauernpartei Deutschlands, DBD)
- Partito Nazional-Democratico di Germania (National-Demokratische Partei Deutschlands, NDPD)

## Organizzazioni sociali aderenti all'alleanza
Organizzazioni sociali presenti nella Volkskammer
- Libera federazione dei sindacati tedeschi (Freier Deutscher Gewerkschaftsbund; FDGB)
- Libera Gioventù Tedesca (Freie Deutsche Jugend; FDJ)
- Lega Democratica delle Donne di Germania (Demokratischer Frauenbund Deutschlands; DFD)
- Associazione culturale della RDT (Kulturbund der DDR)
- Associazione di mutua assistenza contadina (Vereinigung der gegenseitigen Bauernhilfe, VdgB)

Altre organizzazioni
- Società per l'amicizia tedesco-sovietica (Gesellschaft für Deutsch-Sowjetische Freundschaft, DSF)
- Comitato dei combattenti della resistenza antifascista (Komitee der Antifaschistischen Widerstandskämpfer, KdAW)
- Solidarietà popolare (Volkssolidarität, VS)
- Organizzazione dei pionieri di Ernst Thälmann  (Pionierorganisation „Ernst Thälmann“, TP)
- Associazione degli scrittori della RDT (Schriftstellerverband der DDR)
- Unione dei giornalisti della RDT (Verband der Journalisten der DDR)
- Domowina

## Storia

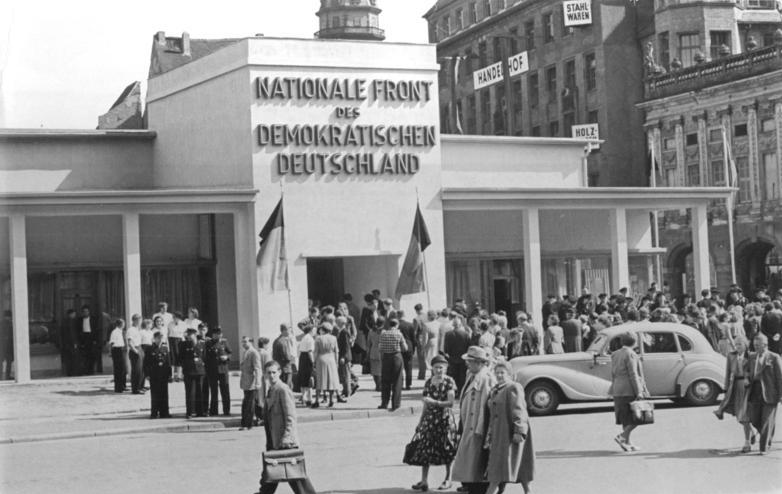
Sede del Fronte Nazionale a Lipsia, 1953

Il Fronte Nazionale ha sostituito il Blocco Democratico che venne fondato ai tempi dell'occupazione sovietica. Il Fronte è stato fondato il 30 marzo 1950, ed era l'unica lista ammessa alle elezioni per la Camera del Popolo. La distribuzione dei seggi alla Camera erano concordati dalla SED e altre associazioni comuniste.
Il 5 dicembre 1989 il Fronte, de facto, è stato sciolto non appena i cristiano-democratici e liberal-democratici hanno preso le distanze dal regime comunista e si sono posti all'opposizione. Il 16 dicembre dello stesso anno il SED si trasformò nel Partito del Socialismo Democratico, trasformandosi in un partito socialcomunista democratico, più simile ai partiti eurocomunisti occidentali. Il 20 febbraio 1990 è stato approvato un emendamento costituzionale che ha abolito dalla Costituzione della RDT il riferimento alla coalizione.

## Leader del Fronte Nazionale
- Prof. Erich Correns (1950–1981)
- Prof. Lothar Kolditz (1981–1989)

## Risultati elettorali
| Anno | Risultato | Seggi |
| ---- | --------- | ----- |
| 1950 | 99,60%    | 466   |
| 1954 | 99,46%    | 466   |
| 1958 | 99,90%    | 466   |
| 1963 | 99,95%    | 434   |
| 1967 | 99,93%    | 434   |
| 1971 | 99,85%    | 434   |
| 1976 | 99,86%    | 434   |
| 1981 | 99,86%    | 500   |
| 1986 | 99,94%    | 500   |